# 圣阿莱西奥-锡库洛
圣阿莱西奥-锡库洛（義大利語：Sant'Alessio Siculo）是意大利西西里大区墨西拿廣域市的一个市镇。总面积6平方公里，人口1475人，人口密度245.8人/平方公里（2009年）。ISTAT代码为083085。